# Joseph Guadet
Pour les articles homonymes, voir Guadet.
Joseph Guadet est un historien français né à Saint-Émilion le 1er novembre 1795, mort dans la même commune le 10 juillet 1880. Il est le neveu du Girondin Élie Guadet.
De 1840 à 1871, il est directeur des études à l'institution national des jeunes aveugles.
Ses travaux historiques lui valent d'être plusieurs fois couronné par l'Académie des inscriptions. Il discute les idées de John Stuart Mill dans De la Représentation nationale en France (Paris, Dentu, 1863).

## Biographie
Il est le fils de Saint-Julien et frère du Conventionnel Marguerite Élie Guadet.
Il épouse Élisabeth Julie Hyacinthe Azaïs, fille aînée du philosophe Pierre Hyacinthe Azais.
L'un de leurs deux enfants, Julien Guadet, sera architecte, Grand prix de Rome en 1865, il travaillera avec Garnier pour l'Opéra et sera professeur à l'École des Beaux-Arts puis il va créer ce qui deviendra l'ordre des architectes.
Joseph Guadet est promu Officier de la Légion d'honneur en 1899.

## Œuvres
Joseph Guadet a publié Mémoires sur la Révolution Française, de François Buzot, député à la Convention nationale, avec préface, notes, un Précis de sa vie (22 pp) et des recherches historiques sur les Girondins (90 pp) - Paris, 1823, chez Béchet Ainé, 57, quai des Augustins.  
À partir de 1823, il participe à la rédaction de L'Histoire des environs de Paris, de Jacques Antoine Dulaure. Celui-ci est âgé et ne peut pas se déplacer loin. Guadet écrit deux des sept volumes de cette œuvre.
Son ouvrage de 1841 Saint-Émilion, son histoire et ses monuments, sous-titré Un monastère, une commune, un épisode de la Terreur, est couronné par l'Institut. En 2 volumes, il est imprimé avec autorisation du Roi à l'imprimerie royale : Texte, préface, observations chronologiques, sur Saint-Émilion, son histoire et ses monuments en 2 parties, Monastère de Saint-Émilion et Commune de Saint-Émilion, puis une troisième partie : Épisode de la Révolution française suivi de "pièces justificatives" et du 2e volume : Atlas des principaux monuments de Saint-Émilion, dessinés et lithographiés par J. Guadet. 
Il fournit à Alphonse de Lamartine ses sources familiales pour son Histoire des Girondins (Paris, Furne 1858 4 vol.). La préface de cet ouvrage, du 1er mars 1847 ne mentionne pas ses sources ni de remerciements. Il l'explique : « Nous ne demandons pas foi sur parole. Bien que nous n'ayons pas embarrassé le récit de notes, de citations, et de pièces justificatives... il n'y a pas une de nos assertions qui ne soit autorisée..., les familles des principaux personnages ont bien voulu nous confier... »
Joseph Guadet a confié les autographes de sa famille et ses premières études. Il se sent trahi par cette histoire romancée. Il publie en 1861 chez Didier et Cie, éditeurs à Paris, en 2 tomes Les Girondins, leur vie privée, leur vie publique, leur proscription et leur mort par J. Guadet neveu du représentant. Dans la préface de la seconde édition, 23 pages (1862) il s'explique : « L'ouvrage parut, que de déceptions ! ... ». La note page XI confirme : « On ne peut douter, en lisant certaines pages de M. De Lamartine, qu'il n'y ait eu chez lui parti pris de sacrifier les Girondins à l'aristocratie d'un côté, à la démagogie de l'autre ; et dans ce double but il ne craint ni de dénaturer les faits, ni de travailler les paroles. Nous en citerons de nombreux exemples. ». Son étude, ses notes sa rigueur historique se retrouvent dans les analyses que fait Claude Perroud 50 ans plus tard pour les mémoires de Buzot, Brissot ou Madame Roland.
Révélation Historique au sujet des manuscrits de Mme Roland, de Salle, de Pétion, de Barbaroux, de Buzot, de Louvet, récemment mis en vente. (avril 1865) Article de 20 pp de La Revue française - Paris 1865 -typographie de AD. Lainé et J. Havard, rue des Saints-pères, 19.
À l'Institution Impérial des Jeunes Aveugles, où il travaille avec la Fondation Valentin Haüy sous la direction de son ami de collège Dufau, il sert la diffusion de l'invention de Louis Braille, et produit plusieurs études sur la situation des aveugles :
- De la condition des aveugles en France. Paris, 1857, 184 p. et discours.
- L'Institut des Jeunes Aveugles, son Histoire et ses procédés d'enseignement in 8° 115 p.
- Les Aveugles musiciens, brochure de 61 pages.
- L'Instituteur des aveugles, journal mensuel.

ainsi que divers ouvrages à l'attention des Jeunes Aveugles de Paris :
- Histoire sainte,
- Histoire ancienne et Histoire romaine,
- Histoire de France.

Il repose au cimetière du Montparnasse 16e division, 2e ligne, n° 1449.